# Crusta (Cocktail)

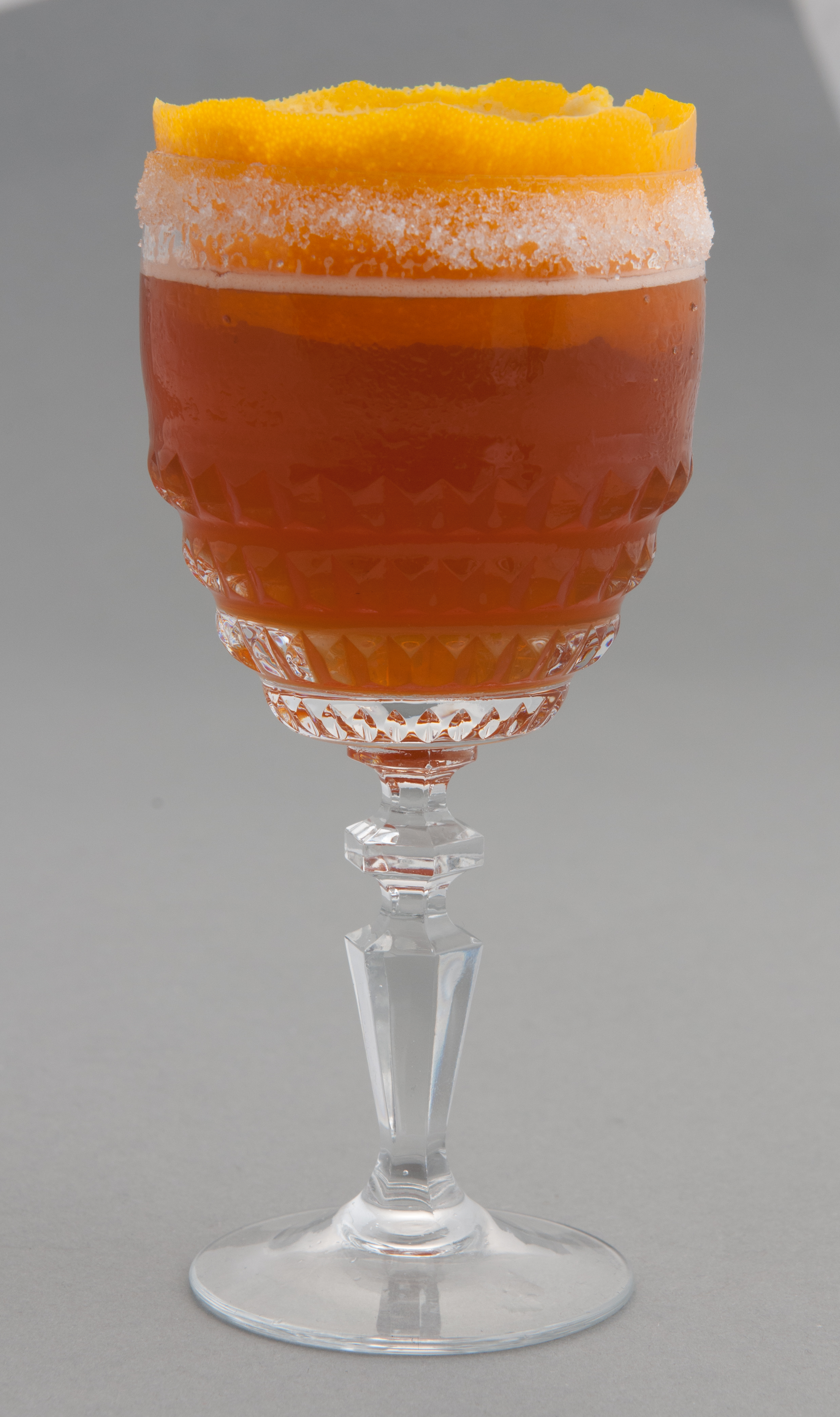
Brandy Crusta

Crusta ist eine Bezeichnung für eine kleine Gruppe klassischer Cocktails. In ihrer Zusammensetzung ähneln Crustas einem Sour, enthalten also eine Spirituose, Zitronensaft sowie Zucker bzw. Zuckersirup und/oder Likör und werden darüber hinaus oft mit Cocktail-Bitters abgerundet. Besonderes Merkmal ist ein breiter Zuckerrand am Glas, die namensgebende Kruste (engl. crust), sowie eine lange, breit geschnittene Spirale aus Zitronen- oder Orangenschale, die in das Glas gelegt wird. Crustas werden mit Eis gemixt, aber üblicherweise „straight up“, also ohne Eis, in einem bauchigen Glas, zum Beispiel einem kleinen Weinglas oder einem Cognacschwenker, serviert. Bekanntester Crusta ist der Brandy Crusta mit Cognac oder Weinbrand.

## Geschichte
Crustas gehören zu den „Oldies“ an der Bar und waren als eigenständige Getränkegruppe schon im 19. Jahrhundert bekannt, in einer Zeit also, als auch die Bezeichnung „Cocktail“ lediglich eine kleine Gruppe von alkoholischen Mixgetränken umfasste und sich noch nicht als Oberbegriff etabliert hatte. Jerry Thomas, der 1862 in den Vereinigten Staaten eines der ersten Fachbücher speziell für alkoholische Mixgetränke veröffentlichte, widmete beiden Gruppen das Kapitel „The Cocktail & Crusta“. Darin beschrieb er den „Crusta“ als Verbesserung des seit Beginn des 19. Jahrhunderts bekannten Mixgetränkes „Cocktail“ und führte ihn auf einen spanischen Caterer namens Santina zurück. Joseph Santina arbeitete in den 1840er und 1850er Jahren im Jewel of the South in New Orleans. Bei der Rezeptur für einen Brandy Crusta nahm Thomas Bezug auf den Brandy Cocktail. Dieser wurde aus Weinbrand sowie einigen Spritzern Zuckersirup, Cocktail-Bitters und Curaçao-Likör zubereitet, die Variante Fancy Brandy Cocktail unterschied sich bei im übrigen gleichen Zutaten dadurch, dass er in einem „fancy“, das heißt modischen, verzierten Weinglas serviert wurde, dessen Rand mit etwas Zitronensaft befeuchtet war. Als Dekoration wurde eine Zitronenzeste in den Drink gegeben.:S. 50

“115. Brandy Crusta. (Use small bar glass.) Crusta is made the same as a fancy cocktail, with a little lemon juice and a small lump of ice added. First, mix the ingredients in a small tumbler, then take a fancy red wine-glass, rub a sliced lemon around the rim of the same, and dip it in pulverized white sugar, so that the sugar will adhere to the edge of the glass. Pare half a lemon the same as you would an apple (all in one piece) so that the paring will fit in the wine-glass, as shown in the cut, and strain the crusta from the tumbler into it. Then smile.”

„115. Brandy Crusta. (Kleines Barglas nehmen.) Ein Crusta wird wie ein Fancy Cocktail zubereitet, mit etwas Zitronensaft und einem Stückchen Eis. Zuerst werden die Zutaten in einem kleinen Becherglas gemixt, dann nimmt man ein modisch verziertes Rotweinglas, reibt einen Zitronenschnitz um dessen Rand und taucht es in Puderzucker, so dass dieser am Glasrand haften bleibt. Eine Zitrone wird wie ein Apfel in einem Stück geschält, damit sich die Schale wie abgebildet in das Weinglas fügt. Schließlich wird der Crusta aus dem Becher in das Glas geseiht. Dann lächeln.“

Als Varianten erwähnte Thomas den Whiskey Crusta und den Gin Crusta, für die bei ansonsten gleicher Zubereitung Whiskey bzw. Gin statt Brandy verwendet werden.:S. 52f. Hier ist anzumerken, dass 1862 mit Gin eigentlich der seinerzeit auch als „Hollands“ bekannte Genever gemeint war. Dieser erinnerte geschmacklich stärker an Whiskey als die heute üblichen Gin-Qualitäten Plymouth und London Dry, die sich in den Vereinigten Staaten erst im Lauf der 1880er Jahre etablierten.

## Zubereitung
Die von Jerry Thomas beschriebene, klassische Zubereitung eines Crustas hat sich seit Mitte des 19. Jahrhunderts kaum verändert. Vor allem der Brandy Crusta wird seitdem in den meisten klassisch orientierten Rezeptsammlungen aufgeführt. Im Barbuch Cocktailian (2010) besteht er aus 6 cl Brandy, je 1 BL Orange Curaçao und Zuckersirup, 1 cl Zitronensaft und 2 Dashes (Spritzern) Angosturabitter, wird mit Eiswürfeln im Cocktail-Shaker geschüttelt und in das Gästeglas doppelt abgeseiht, welches zuvor mit einer Spirale aus der Schale einer halben Zitrone ausgelegt und mit einem Zuckerrand versehen wurde. In Varianten werden teilweise andere Liköre verwendet, zum Beispiel der ebenfalls schon im 19. Jahrhundert verbreitete Maraschino.